# آنته روکس
آنته روکس (آلمانی: Anette Rückes؛ زادهٔ ۱۹ december ۱۹۵۱ (۷۳ سال)) دونده سرعت زن اهل آلمان بود.
وی در مسابقات کشوری و بین‌المللی در مجموع برندهٔ ۱ مدال برنز شده‌است.